# Большой Луг (Забайкальский край)
Большо́й Луг — село в Нерчинском районе Забайкальского края России. Входит в состав сельского поселения «Олинское».

## География
Село находится в северной части района, на правом берегу реки Нерча, на расстоянии примерно 51 км (по прямой) к северо-западу от города Нерчинск, административного центра района.
Климат
Климат характеризуется как резко континентальный, с продолжительной холодной зимой. Средняя температура самого тёплого месяца (июля) составляет 18 — 20 °С (абсолютный максимум — 38 °С). Средняя температура самого холодного месяца (января) — −28 — −30 °С (абсолютный минимум — −54 °С). Годовое количество осадков — 300—350 мм. Продолжительность безморозного периода составляет 100—110 дней.
Часовой пояс
Село Большой Луг находится в часовой зоне МСК+6. Смещение применяемого времени относительно UTC составляет +9:00.

## История
Основано в 1776 году горнозаводскими крестьянами Шмакотиными и Рязанцевыми. В 1851 году население села было переведено в казачье сословие. Населённый пункт вошёл в состав станицы Знаменская Забайкальского казачьего войска.

## Население
| 1989 | 2002 | 2010 | 2021 |
| ---- | ---- | ---- | ---- |
| 60   | ↘57  | ↗72  | ↘71  |

Половой состав
По данным Всероссийской переписи населения 2010 года, в гендерной структуре населения мужчины составляли 50 %, женщины — соответственно также 50 %.
Национальный состав
Согласно результатам переписи 2002 года, в национальной структуре населения русские составляли 100 % из 57 чел.

## Улицы
Уличная сеть села состоит из одной улицы (ул. Станичная).